# Les Conques
les Conques és una masia al terme de Tavertet (Osona). Antic mas que es troba registrat entre els quinze masos que formaren part de l'antiga parròquia de Sant Bartomeu de Sesgorgues al segle xiv abans de la Pesta Negra. Està situat dins l'antic terme de Quadra i Castell de Sorerols, però no està registrat en el fogatge d'aquest terme de l'any 1553, la qual cosa sembla indicar que el mas queda despoblat amb la Pesta Negra, i que trigà temps a recuperar-se. Ha estat restaurat i es troba unit al patrimoni del mas Mierons.
Masia de planta rectangular coberta a dues vessants i amb el carener perpendicular a la façana, la qual es troba orientada a migdia, la vessant esquerra és més prolongada que la dreta. A la banda de migdia, en el cos central, s'hi obren uns porxos per sota dels quals s'accedeix al portal principal, de forma rectangular i amb una llinda datada (la qual està molt deteriorada només s'hi llegeix 1--6). La part esquerra del porxo està tapiat i convertit en habitacions. A ponent hi ha petites obertures i unes escales adossades al mur de la casa que condueixen al primer pis. A tramuntana hi ha una finestra de construcció recent i una de més antiga amb l'ampit motllurat. Es construïda en pedra. La masia ha sofert algunes reformes que han fet perdre l'antiga tipologia del mas.